# Claassen-Verlag
Der Claassen-Verlag ist ein deutscher Buchverlag mit Sitz in Berlin. Er gehört zur Ullstein-Verlags-Gruppe.
Der Verlag wurde im Jahr 1934 von Eugen Claassen und Henry Goverts in Hamburg unter dem Namen "H. Goverts Verlag" gegründet. Mit der Veröffentlichung des Bestsellers Vom Winde verweht von Margaret Mitchell gelang 1937 ein großer Erfolg. 
Später verlegte der Verlag unter anderem Elias Canetti, Erich Fried, Elisabeth Langgässer und Heinrich Mann. Nach dem Zweiten Weltkrieg firmierte der Verlag als Claassen & Goverts. 1946 erschien der Roman Moby Dick von Herman Melville.
Nachdem Eugen Claassen 1955 gestorben war, führte seine Witwe Hilde Claassen den Verlag weiter, die ihn schließlich 1967 an den Econ Verlag verkaufte. In dieser Zeit war Arnulf Conradi Leiter des Verlages, später (zwischen 1950 und 1982) Erwin Barth von Wehrenalp in Düsseldorf. 2004 zog der Verlag nach Berlin unter das Dach der Ullstein-Buchverlage.